# Црква Светог пророка Илије у Куманици
Црква Светог пророка Илије у Куманици, насељеном месту на територији општине Ивањица, припада Епархији жичкој Српске православне цркве.
Црква посвећена Светом пророку Илије је новијег датума, освећена је 1929. године. Звоно је цркви поклонио краљ Александар I Карађорђевић за дан њеног освећења. 